# Hiệu ứng Haldane
Hiệu ứng Haldane  là một đặc tính của hemoglobin được đặt theo tên của nhà sinh lý học John Scott Haldane, người lần đầu tiên miêu tả nó vào năm 1905 sau một thời gian nghiên cứu trên những con dê, đã tìm ra cách khắc phục tình trạng này. Tổng cộng có khoảng 150 con dê chết hoặc liệt toàn thân trong quá trình thử nghiệm để cứu sống hàng trăm nghìn thợ lặn trên toàn thế giới.
Theo hiệu ứng này, oxy hóa khử trong máu và trong hemoglobin sẽ làm tăng khả năng chứa đựng cacbonic của nó; ngược lại máu chứa nhiều ôxi thì khả năng chứa đựng cacbonic sẽ giảm đi.

## Giai đoạn ban đầu
Rất nhiều thợ lặn hoặc tử vong, hoặc liệt toàn thân, liệt nửa người nhưng các bác sĩ Hải quân Hoàng gia Anh không sao lý giải được hiện tượng này. Họ chỉ tạm thời kết luận rằng dưới áp lực cao của nước biển, các thợ lặn bị đột quỵ nhưng tại sao lại đột quỵ hàng loạt thì câu trả lời vẫn là ẩn số.
Mãi đến năm 1900, khi ngành pháp y đã có những bước tiến đáng kể, việc mổ tử thi những thợ lặn tử vong cho thấy trong não, phổi và các khớp xương của họ có những bong bóng khí nitơ.
Năm 1905, trước việc mỗi năm có hàng trăm thợ lặn tử vong hoặc liệt vì bệnh giảm áp, Hải quân Hoàng gia Anh giao cho nhà sinh lý học người Scotland là John Scott Haldane nghiên cứu tìm cách chống lại căn bệnh này.

## Quá trình nghiên cứu
Bằng cách xem xét tất cả những trường hợp tử vong hoặc bại liệt, John Scott Haldane nhận ra rằng tất cả những thợ lặn làm việc ở độ sâu không quá 10 m (33 ft) thì không ai mắc phải bệnh giảm áp.
Trong buổi thuyết trình trước Hội đồng Y học Hoàng gia Anh, Haldane nói: "Nếu một thợ lặn xuống sâu 100 m (330 ft) thì khi ngoi lên, anh ta chỉ lên đến 70 m (230 ft) và dừng lại trong một khoảng thời gian rồi tiếp tục lên 30 m (98 ft). Tại độ sâu đó, anh ta dừng lại thêm một lần nữa để cơ thể điều chỉnh khí nitơ rồi mới ngoi lên mặt nước thì các tai biến sẽ không bao giờ xảy ra. Đây chính là lý thuyết giải nén".
Theo đề nghị của Haldane, Hải quân Hoàng gia Anh cho ông toàn quyền sử dụng phòng thí nghiệm của Viện Y học dự phòng Lister ở London với sự cộng tác của trung uý Guybon Damant, một chuyên gia lặn biển thuộc Hải quân Hoàng gia Anh và nhà sinh lý học Edwin Arthur Boycott.
Thoạt đầu, Haldane cùng cộng sự tiến hành thực nghiệm giảm áp trên chuột lang và gà bằng cách đặt chúng vào một bình kín với áp suất tương đương 30 m (98 ft) dưới biển. Thế nhưng kết quả thu được lại không thể giúp Haldane đưa ra kết luận vì hệ hô hấp của chuột lang và gà trao đổi khí nhanh hơn rất nhiều so với cơ thể con người. Vì vậy, Haldane thay thế chuột lang, gà bằng khỉ, chó và lợn nhưng tần số hô hấp của 3 loài vật này cũng khác xa con người. Cuối cùng, nhóm nghiên cứu chọn loài dê vì sự hít thở của nó bằng 1,7 lần so với một thanh niên trưởng thành.
Trong lần thí nghiệm đầu tiên, 85 con dê được chuyển đến Viện Y học dự phòng Lister. Bằng cách đặt từng 8 con một vào trong buồng kín, Haldane cho áp suất không khí tăng lên bằng với độ sâu 30 m (98 ft) dưới nước. Tiếp theo, ông tăng độ sâu lên 50 m (160 ft), 100 m (330 ft) và 150 m (490 ft). Qua quan sát, Haldane cùng hai cộng sự nhận thấy cũng như con người, loài dê có các triệu chứng khác nhau của bệnh giảm áp. Một số con khi đưa trở lại môi trường không khí bình thường thì nó không ăn uống, không đi đứng được, một số con chết trong đau đớn còn nhiều con khác bị liệt tạm thời hoặc liệt vĩnh viễn. Kết quả mổ xác cho thấy hầu hết những con dê thí nghiệm đều bị tổn thương ở các khớp, phổi và não bị phù do các bóng khí nitơ.
Cuối cùng, trong số 150 con dê thí nghiệm, chỉ có 1 con duy nhất sống sót nhưng nó đã giúp Haldane, Guybon Damant và Edwin Arthur Boycott xác định được khoảng thời gian "nghỉ" giữa các độ sâu là bao nhiêu. Bước tiếp theo là thí nghiệm trực tiếp trên con người, và người tình nguyện là trung úy Andrew Catto, một thợ lặn dày dạn kinh nghiệm của Hải quân Hoàng gia Anh.

## Thực nghiệm trên người
Giống như những con dê, Andrew Catto bước vào một buồng kín với bộ quần áo lặn và chiếc mũ hình cầu bằng thép với ống dẫn oxy. Giây lát, áp suất trong buồng được điều chỉnh cho tăng lên, tương đương với áp suất ở độ sâu 100 m (330 ft) dưới nước. Sau 1 tiếng, áp suất giảm xuống tương đương độ sâu 70 m (230 ft). Catto ngồi im chịu trận 1 tiếng 30 phút trước khi áp suất không khí chỉ còn bằng với độ sâu 30 m (98 ft).
Ngồi thêm một tiếng nữa, áp suất trong buồng được trả lại như áp suất bình thường trên mặt đất thì Haldane mở cửa cho Andrew Catto bước ra. Kết quả, thợ lặn Andrew Catto vẫn tỉnh táo, cả về tri giác lẫn chức năng vận động. Mọi hiện tượng của bệnh giảm áp không thấy xuất hiện ngoại trừ Andrew Catto chỉ có cảm giác hơi mỏi ở các khớp xương.
Cuối tháng 8 năm 1906, Haldane quyết định thử nghiệm thực tế dưới nước. Trên chiếc tàu phóng ngư lôi HMS Spanker, nhóm nghiên cứu đến vùng biển nước sâu ở Loch Striven. Trung úy Andrew Catto và trung úy Guybon Damant trong bộ quần áo lặn cồng kềnh và cái mũ lặn nặng tổng cộng 50 kg, có ống dẫn khí oxy nối với máy nén khi đặt trên tàu cùng sợi dây điện thoại để liên lạc, cả hai thả người rơi xuống nước, 6 phút sau đó, họ xuống đến độ sâu 100 m (330 ft) rồi tiến hành một số hoạt động, mô phỏng cách làm việc của các thợ lặn. Sau hơn một tiếng, Damant và Catto ngoi lên. Cũng như trong thí nghiệm buồng kín, cả hai dừng lại 3 lần, mỗi lần từ 1 tiếng 30 phút đến 2 tiếng, ở các độ sâu lần lượt là 100 m (330 ft), 70 m (230 ft) và 30 m (98 ft). Cả Damant và Cotto đều không có dấu hiệu gì của bệnh giảm áp, kết quả thực nghiệm được đánh giá là thành công hoàn toàn. Dù vậy, Haldane cùng Damant và Boycott vẫn tiếp tục thực nghiệm thêm hàng chục lần nữa, ở các vùng biển mà độ mặn khác nhau, dòng chảy, nhiệt độ khác nhau để hoàn chỉnh bảng tính toán áp suất.

## Bảng Haldane
Đầu năm 1907, Hải quân Hoàng gia Anh ban hành một quy chế, gọi là "Bảng Haldane", ấn định các nguyên tắc bắt buộc cho tất cả mọi thợ lặn nếu họ lặn ở độ sâu quá 30 m (98 ft). Quy chế này sau đó nhanh chóng phổ biến trên toàn thế giới và vẫn được áp dụng cho đến ngày nay, cứu sống hàng trăm nghìn thợ lặn mặc dù các thiết bị lặn ngày nay đã hiện đại hơn rất nhiều.
Bên cạnh đó, rất nhiều những quốc gia khác có nghề đánh cá, lặn bắt hải sản cũng tổ chức những buổi tuyên truyền cho ngư dân biết về nguyên tắc giảm áp khi lặn sâu dựa theo Bảng Haldane nhằm tránh những tai nạn đáng tiếc.